# Kenneth Tynan
Kenneth Tynan (Birmingham, 2 d'abril de 1927 – Santa Monica, 26 de juliol de 1980) va ser un crític teatral i autor, format en el Magdalen College d’Oxford, el qual va publicar regularment en capçaleres de diaris, com ara, The Observer, de Londres, o The New Yorker, de Nova York. Durant una dècada va ser assessor literari de la National Theater Company's del Regne Unit. És l’autor de la comèdia musical Oh Calcutta!, estrenada a Broadway amb un gran èxit, i portada després al West End de Londres, amb el mateix impacte. Tynan va tenir amistat amb personalitats del món del teatre, del cinema i de la literatura del seu temps, com Orson Welles, Marlene Dietrich o Tennessee Williams. Ideològicament situat en l'esquerra marxista, va intervindre en els grans debats del seu temps: des de la revolució cubana fins al pacifisme o la lluita contra el racisme als Estats Units. En juliol del 1970, va publicar en The New Yorker un article sobre València, ciutat que va proclamar com a «capital mundial de l’antiturisme». Aquest article i d'altres dedicats a Marlene Dietrich, Roman Polanski o el torero Antonio Ordóñez van ser recollits en el seu llibre de 1976, The Sound of Two Hands Clapping.